# آزمایش جذب پادتن ترپونمال فلورسنت
آزمایش جذب پادتن ترپونمال فلورسنت (انگلیسی: FTA-ABS یا fluorescent treponemal antibody absorption) آزمایشی است که برای تشخیص بیماری سیفلیس انجام می‌گیرد. این آزمایشی نوعی آزمایش ترپونمال است و تأیید بیماری در زمانی که آزمایش غیر ترپونمال (مانند ریاگین سریع پلاسما) انجام می‌گیرد، استفاده می‌شود. همچنین می‌توان از آزمایش لختگی ذرات پلادیوم تریپونمال به عنوان تأیید استفاده نمود.